# Fernseea
Fernseea là một chi thực vật có hoa trong họ Bromeliaceae.